# نصير الدين شيراغ دهلوي
نصير الدين محمود روشن شيراغ دهلوي (بالأردية: نصیرالدین چراغ دہلوی؛ ق. 1274 - 1337 م) كان شاعرًا صوفيًا من القرن الرابع عشر ووليًّا صوفيًا من الطريقة الجشتية. كان تلميذًا وخليفة لحضرة نظام الدين أولياء. يُعتبر آخر الصوفيين المهمين في الطريقة الجشتية من دلهي.
لقبه "روشن شيراغ دهلوي" وهو بالفارسية ويعني "مصباح دلهي المضيء".

## الدارغا
بعد وفاته، بنى فيروز شاه تغلق (حكم من عام 1351 إلى عام 1388)، سلطان دلهي في عام 1358 قبره (الدارغا)، وفي وقت لاحق أَضيفَت بوابتين على جانبي الضريح. كان أحد الإضافات البارزة هو المسجد الذي بناه السلطان المغولي اللاحق، فاروخسيار، في أوائل القرن الثامن عشر، وكان مشهورًا بين المسلمين وغير المسلمين. يقع بالقرب من الضريح قبر متواضع، يُزعم أنه قبر بهلول لودي، قبر مؤسس السلالة اللودهية (حكم من عام 1451 إلى عام 1489)، في المنطقة الحالية "تشيراج دلهي" التي نمت حول القبر منذ عام 1800، ولا تزال تحمل اسمه، وهي قريبة جدًا من منطقة كايلاش الكبرى [الإنجليزية]، في جنوب دلهي.

## الإرث
ناصر الدين چراغ دهلوي، على عكس أستاذه الروحي نظام الدين أولياء، لم يكن يستمع إلى السماع، الذي كان يُعتبر غير إسلامي من قبل بعض المثقفين المسلمين في تلك الفترة. ومع ذلك، لم يصدر حكماً صريحاً ضده. ولهذا السبب لا تزال فرق القوالي حتى اليوم لا تؤدي أناشيدها بالقرب من ضريحه في دلهي. ويمكن العثور على نسل ناصر الدين في أماكن متفرقة، حيث انتقل العديد منهم إلى الجنوب، خاصة إلى حيدر أباد. ولا يزال ضريح "بدي بوا" أو "بدي بيبي"، التي يُقال إنها الأخت الكبرى لناصر الدين محمود چراغ دهلوي، قائماً في مدينة أيودهيا.

## طالع أيضًا
- خانزاده
- عطا حسين فاني الجشتي
- الجشتية
- خواجة عبد الله جشتي
- خواجة مودود جشتي
- خواجة ولي كيراني
- معين الدين الجشتي
- النقوش الفارسية على الآثار الهندية

## روابط خارجية
- الصفحة الرئيسية لحضرة ناصر الدين محمود شيراغ دهلوي
- حضرة ناصر الدين محمود ، "روشان شيراغ ديهلي"، السيرة الذاتية وتفاصيل دارغا .